# Горица (област Варна)
Вижте пояснителната страница за други значения на Горица.
Горица е село в Североизточна България. То се намира в община Бяла, област Варна. Старото му име е Куру-кьой (превод от османски турски език - сухо село).

## География
Горица се намира на 6 км северозападно от гр. Бяла, Варненска област. Селото е разположено на главния път Варна-Бургас. Намира се на 5,2 км от залива Кара дере в Черно море, но до плажа все още няма асфалтов път. По черен път в посока Шкорпиловци (североизток) се достига и до с. Самотино.
Селото е разположено на над 100 м надморска височина, на едно от предните разклонения на Стара планина.

## История
Горица е село първоначално населено с гърци. Някои от старите хора все още използват гръцки език. След Междусъюзническата или Първата световна война в селото са заселени и бежанци от Добруджа, които имат отделна махала.
По време на комунизма местността между селото и плажа става ловен резерват, където се отглеждат муфлони. Заради него прекият път към плажа остава затворен дълго време и не се отваря до 1991 г. Този път все още не е асфалтиран. Заобиколният път има следи от асфалтиране, но е бил разбит в резултат на военни учения с тежки машини. До края на 80-те около селото има няколко военни поделения.
Селото е имало училище до към 60-те или 70-те години, когато е закрито. Днес там почти не живеят млади хора, повечето са преселени във Варна или Бяла и посещават Горица само през лятото. Основната част от населението са пенсионери. От няколко години в селото се заселват нови жители, предимно летовници, както и чужденци от Холандия и Великобритания.

## Население
Численост на населението според преброяванията през годините:
| \| Година на преброяване \| Численост \| \| --------------------- \| --------- \| \| 1934 \| 531 \| \| 1946 \| 521 \| \| 1956 \| 564 \| \| 1965 \| 348 \| \| 1975 \| 210 \| \| 1985 \| 160 \| \| 1992 \| 132 \| \| 2001 \| 123 \| \| 2011 \| 83 \| \| 2021 \| 72 \| |           |
| Година на преброяване | Численост |
| 1934 | 531       |
| 1946 | 521       |
| 1956 | 564       |
| 1965 | 348       |
| 1975 | 210       |
| 1985 | 160       |
| 1992 | 132       |
| 2001 | 123       |
| 2011 | 83        |
| 2021 | 72        |

### Етнически състав

#### Преброяване на населението през 2011 г.
Численост и дял на етническите групи според преброяването на населението през 2011 г.:
|                     | Численост | Дял (в %) |
| Общо                | 83        | 100.00    |
| Българи             | 80        | 96.38     |
| Турци               | ?         | ?         |
| Цигани              | ?         | ?         |
| Други               | ?         | ?         |
| Не се самоопределят | –         | –         |
| Неотговорили        | –         | –         |

## Религии
Жителите са източноправославни. В Горица с дарения от жителите беше построена църква в двора на бившето училище и настоящо кметство.

## Редовни събития
Селото празнува сбор първата събота на юни

## Други
Населението се занимава главно с животновъдство. Отглеждат се овце и кози. В района има и насаждения от лозя, което също е поминък на местното население.